# Mijatovac
Mijatovac (cyr. Мијатовац) – wieś w Serbii, w okręgu pomorawskim, w gminie Ćuprija. W 2011 roku liczyła 1656 mieszkańców.